# Музей судоходства (Амстердам)

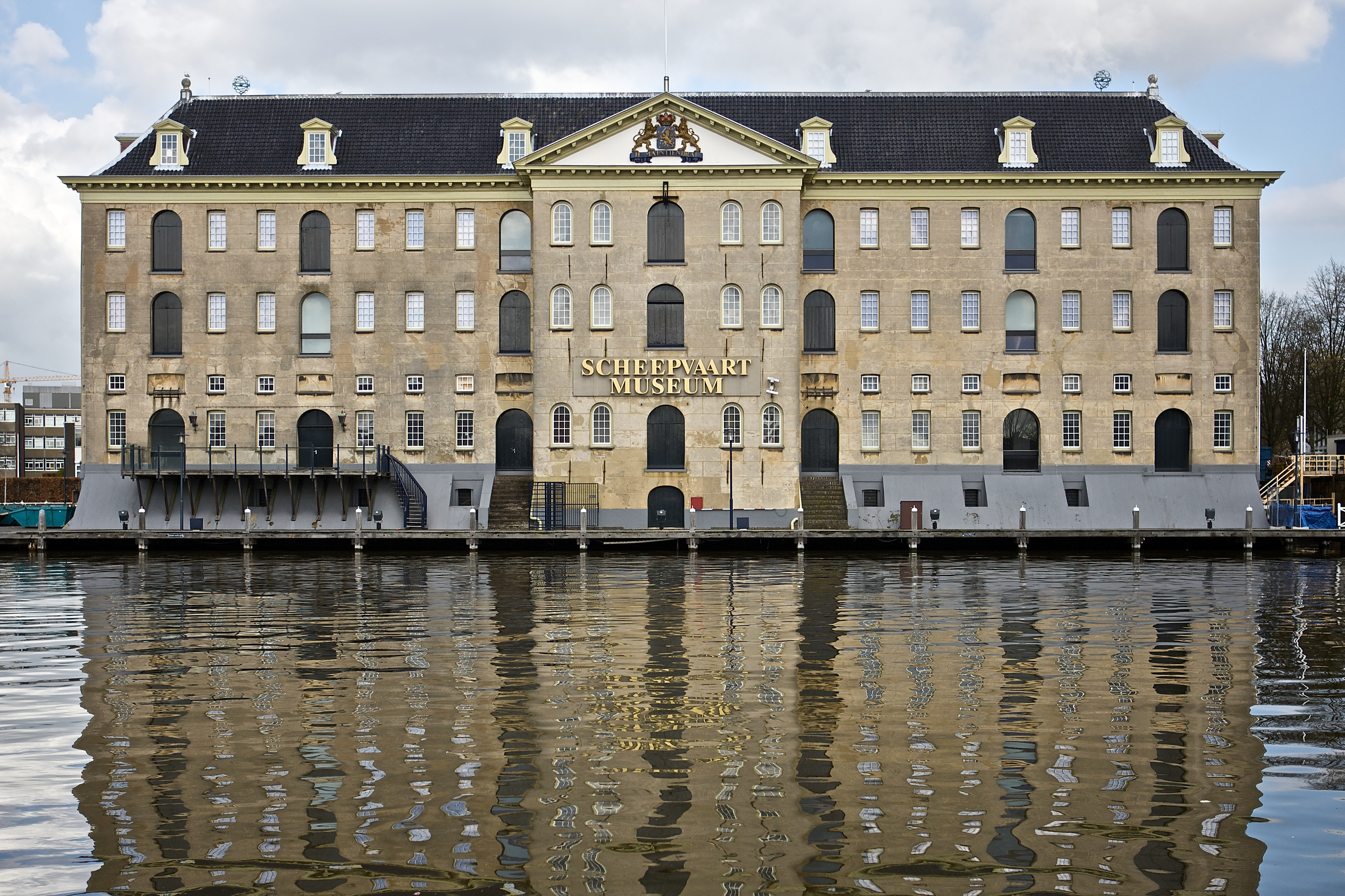
Фасад музея

Музей судоходства (нидерл. Scheepvaartmuseum) — расположен в городе Амстердам, Нидерланды. Один из самых посещаемых музеев страны.
Экспозиции музея посвящены истории мореплавания и речного судоходства в Нидерландах. Среди экспонатов: картины, изображающие великие морские сражения и портреты голландских военно-морских офицеров; модели кораблей; оружие; морские карты и многое другое. Среди собрания карт есть коллекция работ известных картографов XVII века Виллема и Яна Блау. Кроме того, в музее хранится одна из уцелевших копий первого издания работы Максимилиана Трансильвана «De Moluccis Insulis», в котором тот описал путешествие Фернана Магеллана.
Здание музея, которое называется Магазин Адмиралтейства, это бывший военно-морской склад Амстердамского адмиралтейства построенный в 1656 году в стиле голландского классицизма, имеющий большой внутренний двор, накрытый при реконструкции 2011 года стеклянным куполом.

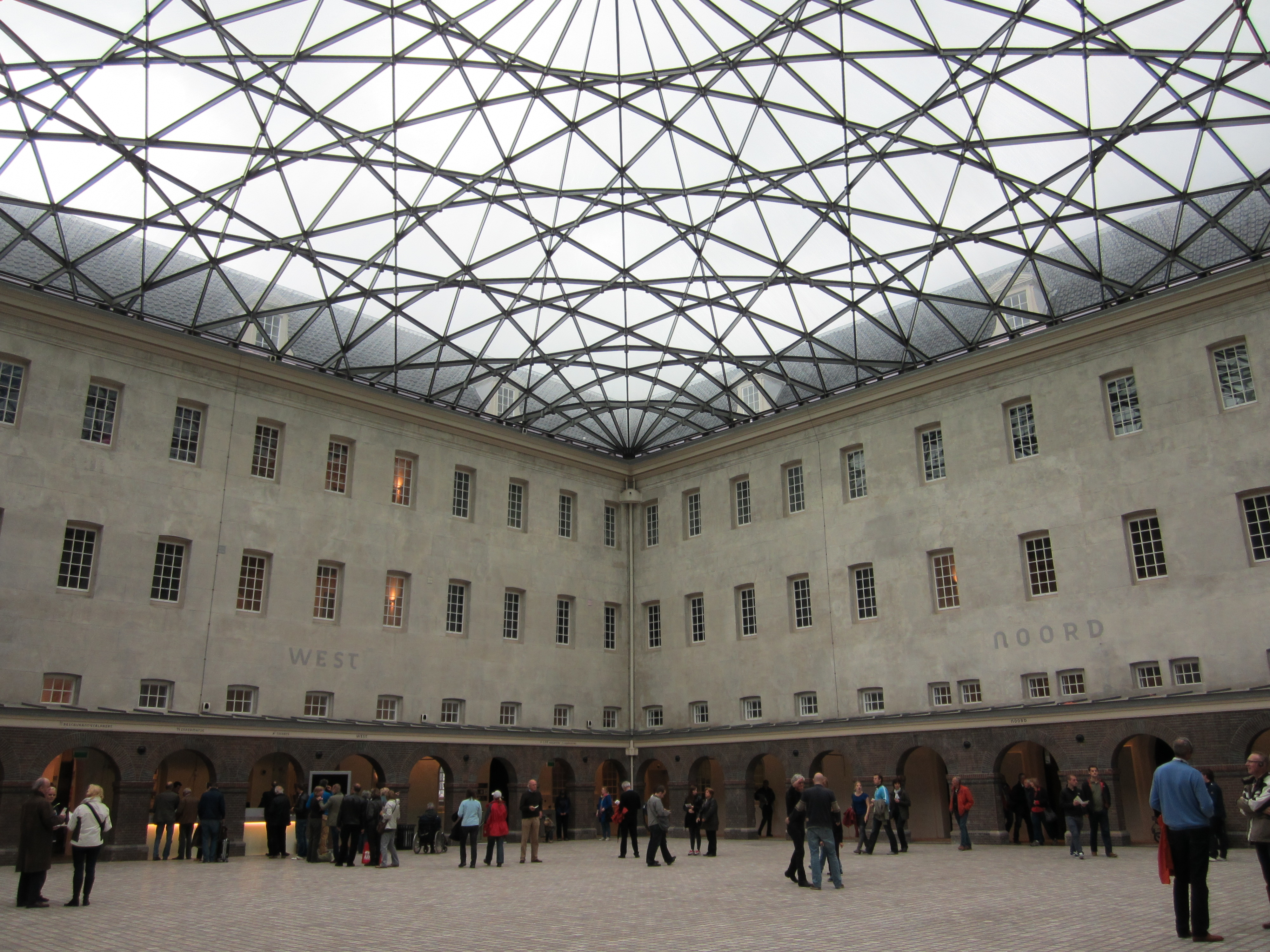
Двор музея и купол

Музей впервые открылся в этом здании в 1973 году, хотя и ведёт свою историю с 1913 года (подробнее о старом музее), затем в 2007—2011 годах была проведена масштабная реконструкция, после которой он открылся вновь в сегодняшнем виде.
Экспозиции разделены на три части — Север, Запад, и Восток, названы по тому, в какой стороне от внутреннего двора они находятся. Север со стоит из интерактивного шоу-приключения, выставки кораблей и цифровой выставки, посвящённой современному порту Амстердама. Во время интерактивного приключения «Путешествие по морю» посетители могут себя почувствовать себя на судне во время антарктической экспедиции, шторма, битвы или нападения пиратов, а также стать свидетелями спасения пассажиров тонущего корабля, или повседневной жизни порта Амстердама в XVII веке.
Рядом со зданием музея находится небольшой причал, где пришвартована реплика парусного судна «Амстердам», которое должно было ходить между Республикой Соединенных провинций и Ост-Индией, и один из немногих сохранившихся в Нидерландах пароходов «Кристиан Брунингс», а также в специальном павильоне расположена украшенная золотом лодка, построенная специально для нидерландского короля Виллема I.

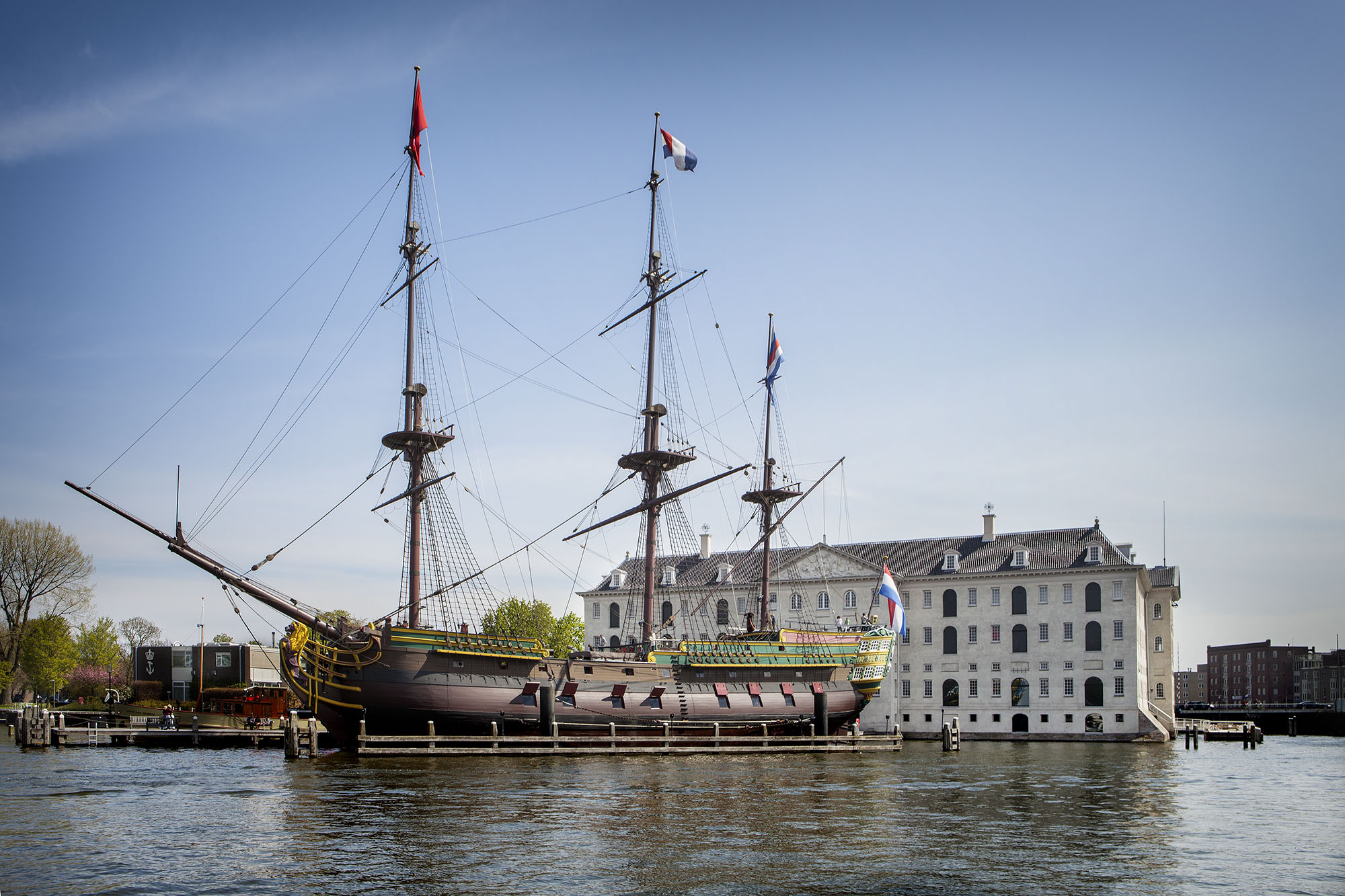
Реплика судна «Амстердам»

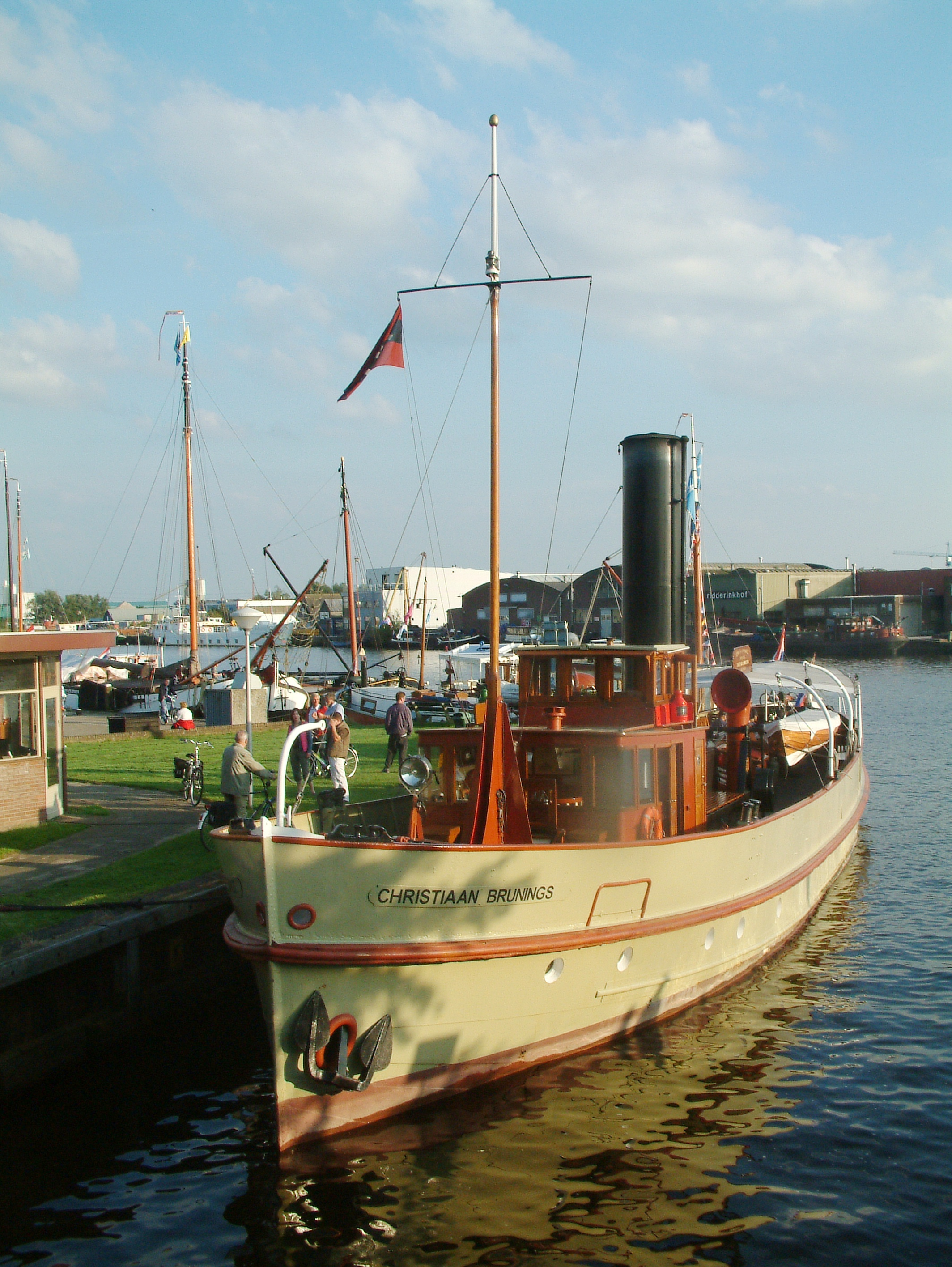
Пароход «Кристиан Брунингс»

В части Восток расположены выставки моделей яхт разных времён, атласов, навигационных приборов, маринистической живописи, корабельного декора, морских фотоальбомов и подарочной посуды. Во дворе музея можно бесплатно получить аудиогид, в том числе и на русском языке, рассказывающий об этой экспозиции и некоторых экспонатах. Также, многие экспонаты имеют свой собственный аудиокомментарий через динамики на нидерландском и английском языках.

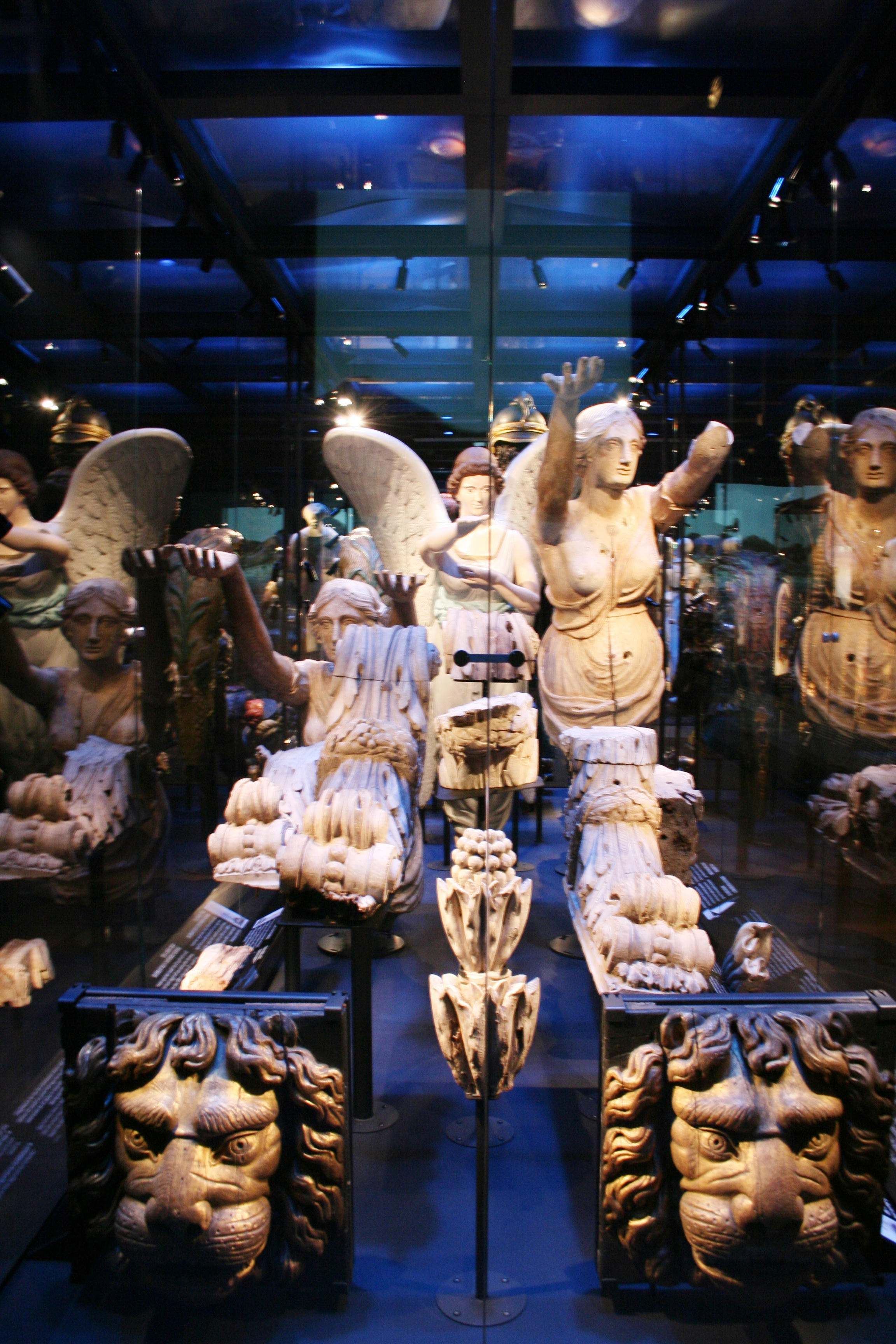
Витрина с украшениями кораблей

В части Запад находятся три выставки, наполненных различными цифровыми и интерактивными экспонатами: «Жизнь на борту», «История о ките» и «Увидимся в Золотом Веке». Все они — своего рода музейные приключения.
Музей располагает крупной тематической библиотекой, доступной всем желающим.
Музей очень популярен, в 2015 году его посетило около 300 000 человек.